# Franquelin
Franquelin es un municipio canadiense situado en la provincia de Quebec.

## Superficie
Franquelin tiene una superficie de 436,55 km².

## Demografía
En 2021, tenía 285 habitantes, una densidad poblacional de 0,7 hab./km², y 194 viviendas.